# كليفلاند كلارك
كليفلاند كلارك هو لاعب كرة قاعدة كوبي، ولد في 14 يوليو 1919.